# María Elvira Bonilla
María Elvira Bonilla Otoya (Cali, 14 de diciembre de 1955) es una periodista, escritora y editora colombiana actualmente dirige el medio de comunicación independiente Las2orillas, medio de periodismo ciudadano.

## Biografía
Estudió Filosofía y Letras en la Universidad de los Andes, posteriormente se especializó en literatura en la Universidad Central de Barcelona y en el New School for Social Research en Nueva York; asistió al Stanford Publishing Course for Professionals en la Stanford University en 2012, y en 2015 realizó el Publishing Course para medios digitales de la Universidad de Yale, en Nueva York.
Empezó su vida profesional en el mundo de la cultura como directora del Museo del Oro y escritora de guiones como el de Cali, Cálido Calidoscopio que fue Premio Focine a Mejor guion documental (1985) y llevado al cine bajo la dirección de Carlos Mayolo, pero pronto tomó el camino del periodismo. Ha participado en el nacimiento de revistas de análisis y opinión con la Revista Semana (1982), formando parte del equipo fundador; la entrada de los canales privados de televisión en el país, como primera directora informativa del Canal RCN en 1998 y más recientemente como creadora de la primera revista digital de Colombia: la revista digital KienyKe, luego llegaría a fundar y dirigir Las2orillas.
Ha desarrollado el periodismo narrativo tanto en reportería como en la dirección de las revistas Cromos, Cambio, La Nota y la Revista suplemento dominical del diario El Espectador Asimismo ha incursionado en la televisión como presentadora del programa De fiesta por Colombia, realizando entrevistas para el programa La Noche del canal RCN y codirigiendo el Noticiero Nacional y Noticias RCN.  Se ha desempeñado como consultora de comunicaciones para UNICEF, el Banco Interamericano de Desarrollo (BID), el Programa de las Naciones Unidas para el Desarrollo (PNUD), y ha ejercido como docente en la Universidad del Valle (Cali), la Universidad Javeriana (Bogotá) y en la Universidad del Cauca donde participó de la construcción del diplomado en periodismo digital. Dicta permanentemente conferencias y talleres sobre periodismo ciudadano.
Ha sido ganadora en cuatro ocasiones del Premio Nacional de Periodismo Simón Bolívar, entre ellos uno en 1982 con Avión-Paipa en la categoría “Crónica y reportaje” publicada en Magazine Al Dia y en 1997 por “Cubrimiento de una noticia en prensa escrita” por la El Totazo de Pronta publicado en la Revista Dinero. Fue jurado del mismo premio en 2011 y presidenta en la edición de año 2012, En el periodismo de opinión ha sido columnista de El Espectador y por más de veinte años ha mantenido una columna semanal en el periódico El País de Cali. Desde 2013 dirige el portal Las2orillas, un medio digital independiente fundado en compañía de periodistas como Adriana Mejía, Margarita Londoño, Elisa Pastrana, Adriana Arcila, Martha Ruiz, Natalia Orozco, León Valencia y Rafael Santos.”

## Cronología de publicaciones y reconocimientos
- 1980: Publica primeras notas periodísticas Revista Contrastes/ Periódico El Pueblo Cali, Colombia.
- 1981: Redactora de la revista Magazine Al Dia, dirigida por Elvira Mendoza.
- 1982: Gana Premio Nacional de Periodismo Simón Bolívar “Crónica y reportaje” por Avión Paipa.
- 1982: Integra el primer equipo de la revista Semana.
- 1984: Publica la novela Jaulas.
- 1985: Gana Premio Focine a Mejor guion documental: Cali, cálido, Calidoscopio.
- 1991: Publica Adivíname esta otra.
- 1997: Gana Premio Nacional de Periodismo Simón Bolívar “Cubrimiento de noticia” El Totazo de Pronta.
- 1998: Participa del nacimiento del Canal privado RCN, directora informativa.
- 2005: Edita El milagro de la economía popular: las microfinanzas, un vehículo para el desarrollo.
- 2005: Publica Grandes conversaciones: grandes protagonistas.
- 2006: Publica El Valle del Cauca.
- 2007: Publica Palabras guardadas: 35 colombianas frente al espejo.
- 2010: Funda la primera revista digital KienyKe.
- 2011: Integra el jurado del Premio Nacional de Periodismo Simón Bolívar.
- 2012: Preside el jurado del Premio Nacional de Periodismo Simón Bolívar.
- 2013: Funda y dirige el portal Las2orillas.
- 2013: Premio Las2orillas Medio independiente pro-región Correo del Sur.
- 2014: Mención de honor a Las2orillas Premio Antonio Nariño Embajadas de Francia y Alemania.
- 2015: Premio a Las2orillas por aporte en la Construcción de memoria. (Organización Estados Iberoamericanos)
- 2018: Participación en el encuentro Diez años de Mediapart/ Paris.
- 2018: Premio Manuel de Socorro Rodríguez a Las2orillas / Medellín.
- 2019: Premio Las2orillas Centro de Pensamiento Libre.